# Trichosurus cunninghami
Trichosurus cunninghami е вид бозайник от семейство Phalangeridae.

## Разпространение
Видът е разпространен в Австралия.